# Pretzel Logic (canción)
«Pretzel Logic» es una canción interpretada por la banda estadounidense de rock Steely Dan. Fue publicada como la tercera canción del lado B de su tercer álbum de estudio Pretzel Logic (1974). Más tarde, la canción fue publicada en septiembre de 1974 como el segundo y último sencillo del álbum – con «Through with Buzz» como lado B.

## Música y letra
La canción fue compuesta en un compás de 4
4 con un tempo de 98 pulsaciones por minuto y está escrita en la tonalidad de la menor. Las voces van desde A4 a A5. El autor de preguntas frecuentes de Steely Dan, Anthony Robustelli, describe «Pretzel Logic» como una mezcla de blues sobre viajes en el tiempo. Fagen ha declarado que las letras, incluidas las referencias anacrónicas a Napoleón y los minstrels, tratan sobre viajes en el tiempo. De acuerdo a Robustelli, la “plataforma” a la que se hace referencia en el puente de la canción es la máquina de viajar en el tiempo. Sin embargo, Victor Aaron, crítico de Something Else!, describió la línea “I stepped out on the platform, the man gave me the news/He said, ‘You must be joking son, where did you get those shoes?’” como una línea de humillación memorable. El biógrafo de Steely Dan, Brian Sweet, plantea la hipótesis de que el primer verso se inspiró en el disgusto de la banda por las giras, en particular las giras por el sur de Estados Unidos a las que su sello discográfico los había enviado el año anterior. Bobby Alvarez, contribuidor de The Brownsville Herald, sintió que la canción trataba sobre la “búsqueda del estrellato” de Steely Dan y representaba su filosofía sobre ellos mismos—que todo lo que no hayan hecho o experimentado en el pasado ya no importa, ya que el pasado se ha ido.

## Recepción de la crítica
La revista Billboard describió «Pretzel Logic» como un “éxito de blues rock” y elogió la voz, la producción y el “estribillo instrumental pegadizo”. Bud Scoppa, crítico de Rolling Stone describe 
«Pretzel Logic» como una de las canciones más convencionales del álbum, llamándola “blues modificado”. Aaron la considera la canción de Steely Dan que permanece más fiel al blues, pero reconoce que algunos acordes que no son de blues se incorporan al estribillo. Scoppa elogió particularmente las improvisaciones de guitarra eléctrica por su originalidad y por partes de guitarra de acero con pedal que no suenan a música country. Scoppa le dio crédito a Jeff Baxter por esto, aunque según el biógrafo de Steely Dan, Brian Sweet, Walter Becker tocó el solo de guitarra. Esta es una de las primeras canciones de Steely Dan que presenta a Becker como guitarrista principal. Eduardo Rivadavia cita «Pretzel Logic» como una de varias canciones del álbum en las que Steely Dan perfecciona su sonido característico, “tan dulcemente contagioso como engañosamente intrincado, oscuro e ingenioso”. Álvarez la calificó como una de las mejores canciones del álbum.

## Créditos y personal
Créditos adaptados desde las notas de álbum.
Steely Dan
- Donald Fagen – voz principal y coros, piano eléctrico Wurlitzer
- Walter Becker – guitarra líder

Músicos adicionales
- Dean Parks – guitarra rítmica
- Plas Johnson – saxofón
- Ollie Mitchell – trompeta
- Lew McCreary – trombón
- Michael Omartian – piano acústico
- Wilton Felder – guitarra bajo
- Jim Gordon – batería
- Timothy B. Schmit – coros

Personal técnico
- Gary Katz – productor
- Roger Nichols – ingeniero de audio

## Posicionamiento
| Gráfica (1973)                     | Pico de posición |
| ---------------------------------- | ---------------- |
| Canadá (RPM Top Singles)           | 48               |
| Estados Unidos (Billboard Hot 100) | 57               |